# George Shirley
George Irving Shirley (Indianápolis, Indiana, 18 de abril de 1934) es un tenor estadounidense.

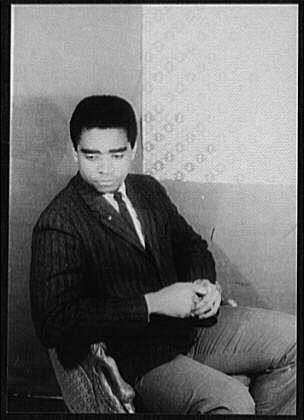

Estudió en Detroit. Realizó el servicio militar en la Armada y fue el primer afrodescendiente en formar parte del Coro de la Armada de los Estados Unidos. 
Debutó en Woodstock, Nueva York, como Eisenstein en Die Fledermaus de Strauss.
En 1961 debutó en el Metropolitan Opera, donde cantó por once temporadas en personajes de Mozart, Verdi, Puccini, Richard Strauss y Wagner. También cantó en la New York City Opera y en el Teatro Colón de Buenos Aires en 1964, junto a Renata Scotto en su debut como Madama Butterfly. Además actuó en el Covent Garden de Londres, Ópera Alemana de Berlín, Netherlands Opera (Ámsterdam), la Ópera de Montecarlo, Chicago Lyric Opera, San Francisco Opera, la Ópera de Washington (Kennedy Center), Michigan Opera Theater, el festival de Glyndebourne y en Santa Fe Opera.
En 1977 grabó Orlando Paladino de Haydn dirigido por Antal Doráti y recibió un premio Grammy en 1968 por Cosí fan tutte.
Ha trabajado con directores como Georg Solti, Otto Klemperer, Igor Stravinsky, Eugene Ormandy, Herbert von Karajan, Colin Davis, Karl Böhm, Seiji Ozawa, Bernard Haitink, Adrian Boult, Erich Leinsdorf, Pierre Boulez, James DePriest, Josef Krips, Fausto Cleva, Antal Doráti, John Pritchard, Rafael Frühbeck de Burgos, Leonard Bernstein y Lorin Maazel.
Enseñó en la University of Maryland College Park y en la Universidad de Míchigan. Entre sus alumnos se contó el contratenor David Daniels y el tenor Michael Fabiano.